# استفان آمبروسیوس
استفان آمبروسیوس (انگلیسی: Stephan Ambrosius؛ زادهٔ ۱۸ دسامبر ۱۹۹۸) بازیکن فوتبال اهل غنا است.
از باشگاه‌هایی که در آن بازی کرده‌است می‌توان به باشگاه فوتبال هامبورگ اشاره کرد.
وی همچنین در تیم ملی فوتبال زیر ۲۱ سال آلمان بازی کرده‌است.